# Сіндхураджа
Сіндхураджа — індійський цар з династії Парамара, який правив Малавою наприкінці X століття. Він був молодшим братом Вакпатіраджі.

## Правління
Сіндхураджа завдав поразки правителю Західних Чалук'їв Сатіяшраї й повернув території, захоплені Тайлапою II. На початку 1000-х років вдерся до регіону Лата (південносзхідний Гуджарат), але зазнав поразки від магараджи Чамундараджи Соланка.